# Kač
Kač je priimek v Sloveniji, ki ga je po podatkih Statističnega urada Republike Slovenije na dan 1. januarja 2010 uporabljalo 175 oseb.

## Znani nosilci priimka
- Anton Kač (1881–1933) (Matjaž Kač: "Spomini na dedka")
- Franc Kač (1907–1942), duhovnik, izgnan na Hrvaško, mučenec
- Ivan Kač (1853–1904), kmetijski strokovnjak, gospodarstvenik
- Janko Kač (1891–1952), pisatelj, urednik, hmeljar, publicist
- Janko Kač (1926–2007), duhovnik, župnik
- Lojze Kač, agronom, hmeljarski stokovnjak
- Miha Kač (1942–2018), kipar, modelar (mdr. kip mamuta)
- Milica Kač (1953–2014), kemičarka? publicistka (KUD Logos)
- Miljeva Kač (1920–1997), agronomka fitopatologinja
- Niko Kač (*1944), gradbenik, ekonomist, vodilni bančnik v Celju